# Джеръми Систо
Джеръми Мъртън Систо (на английски: Jeremy Merton Sisto) (роден на 6 октомври 1974 г.) е американски актьор. Участвал е с периодичните си роли на Бил Ченоуит и детектив Сайръс Лупо съответно в сериалите „Два метра под земята ООД“ и „Закон и ред“. В периода 2011 – 2014 г. изпълнява ролята на Джордж Олтман в сериала „Предградие“.

## Личен живот
На 30 август 1993 г. Систо се жени за актрисата Мариса Райън в Лас Вегас. Развеждат се през 2002 г.
На 5 юни 2009 приятелката му Ади Лейн ражда първото им дете – дъщеря на име Чарли-Балерина. Систо и Лейн се женят на 13 октомври 2009 г. в сградата на общината в Ню Йорк. На 9 март 2012 г. им се ражда второ дете – син на име Бастиян Кик Систо.